# Tiberio Sergardi
Tiberio Sergardi (Castello di Fosini, 1º dicembre 1816 – Siena, 12 febbraio 1886) è stato un patriota e politico italiano.

## Biografia

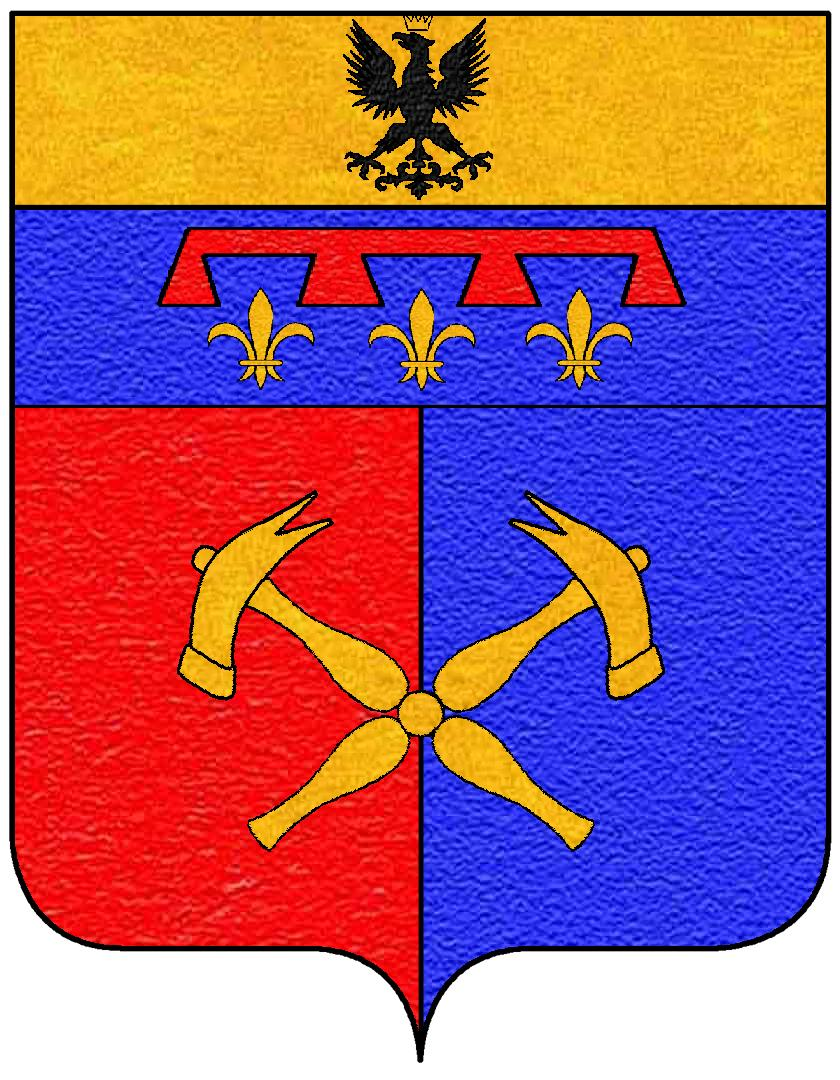
Stemma Sergardi

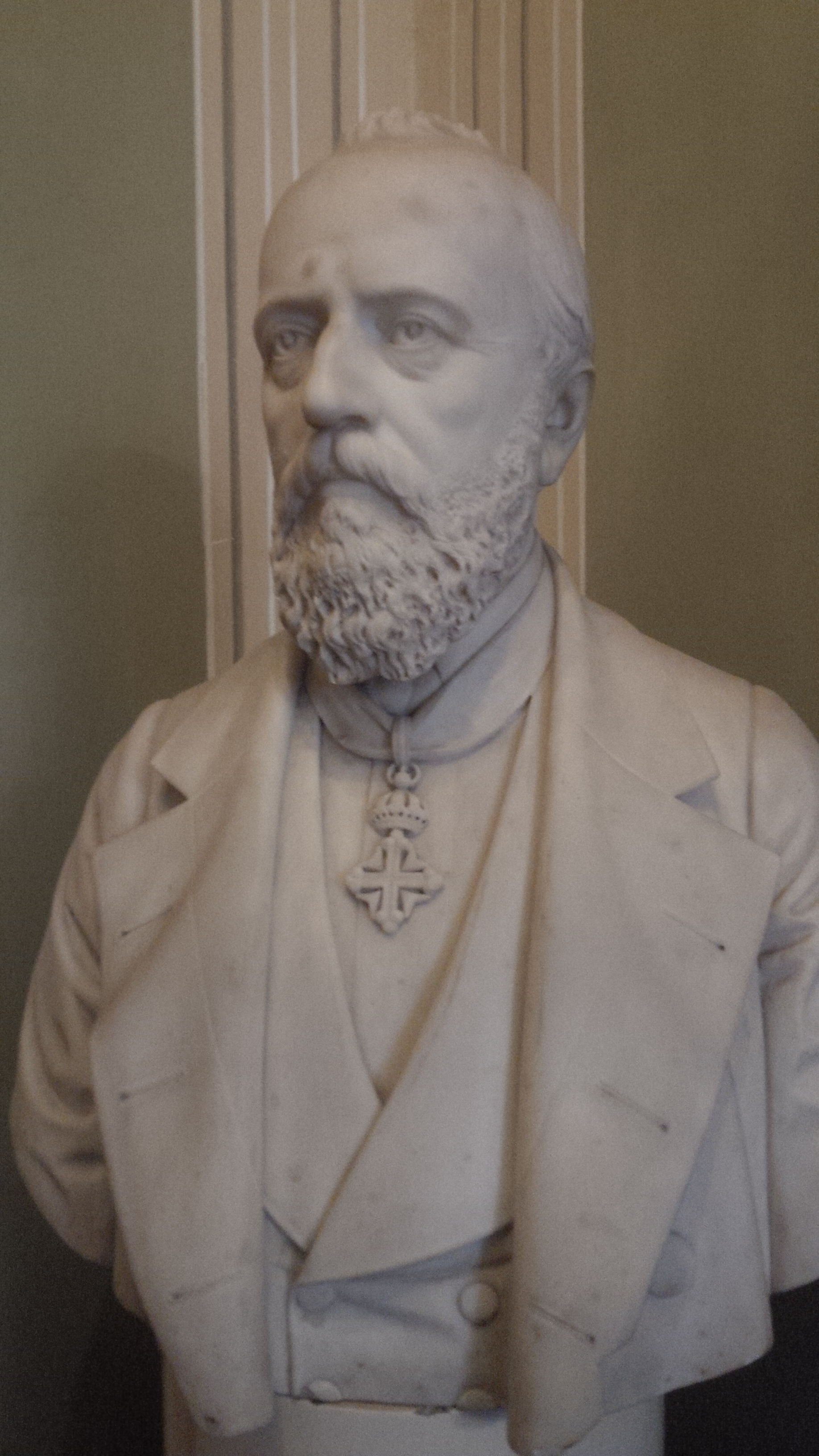
Busto di Tiberio Sergardi, opera di Tito Sarrocchi

Di famiglia patrizia senese, nato al castello della casata di Fosini (Radicondoli), da Lorenzo e Diomira Ricciarelli, patrizia volterrana, si sposò con Ottavia Setti ed ebbe due figli, Achille, morto prematuramente all’età di 15 anni e Maria Lavinia, sposatasi con il Nobile Adolfo Fineschi, Tenente Generale R.E.
Studiò legge ed esercitò la professione di avvocato. Aderito alla Giovine Italia, venne costretto temporaneamente a lasciare le terre del Granducato di Toscana per recarsi anche a Milano, ove al Teatro alla Scala conobbe la sua futura consorte, Ottavia Setti.
Fu membro dell’Assemblea dei Rappresentanti (Toscana) 1859-60; Gonfaloniere di Siena 1859-61 al momento dell'unificazione del Regno.
Sindaco di Siena dal 1866 al 1868; a lungo membro del Consiglio municipale, di quello provinciale e anche Presidente di quest’ultimo 1884-86.  Fu più volte membro della Deputazione del Monte dei Paschi di Siena e Presidente della stessa Deputazione 1878.
Fu più volte deputato al Parlamento Nazionale, a Torino, Firenze e Roma, per i Collegi di Radicondoli, Montalcino e Siena.
S.M. Umberto I, lo nominò Senatore del Regno d'Italia il 16 Marzo 1879. Fu membro dell’Accademia dei Fisiocritici, ed appartenne alla Massoneria.
A Siena ebbe dimora nel palazzo Sergardi in piazza del Carmine (oggi Pian dei Mantellini, edificio opera di Bartolomeo Neroni).